# Cremeeis

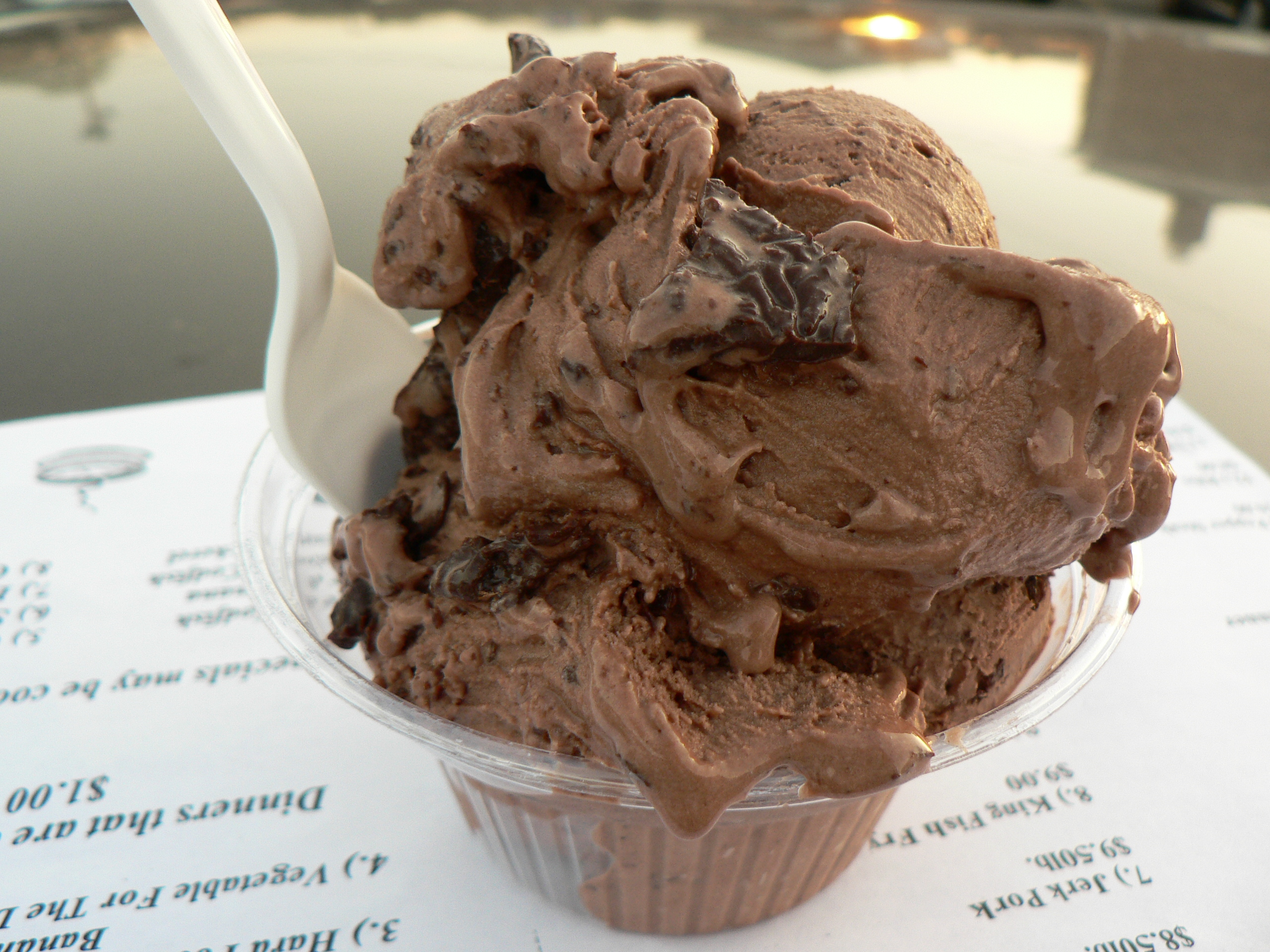
Schokoladen-Cremeeis

Cremeeis ist eine Art von Speiseeis, das ohne Zufügung von Wasser aus Milch oder Sahne, Eigelb und Zucker hergestellt wird. Der Begriff wird hauptsächlich aufgrund von Vorschriften von Lebensmittelbehörden gebraucht, um diese spezielle Sorte von anderen Speiseeissorten abzugrenzen. Der hohe Anteil an Fetten und Eigelb resultiert in einer dicken, cremigen Textur, die geschmeidiger ist als die von Eiscreme. Außerdem wird es oft nicht bei so tiefen Temperaturen wie Eiscreme aufbewahrt, sodass es beim Servieren weicher ist.

## In verschiedenen Ländern

### Deutschland
Nach deutschem Lebensmittelrecht dürfen die Begriffe Cremeeis und Eiercremeeis nur benutzt werden, wenn bei der Herstellung kein Wasser verwendet wird und das Eis zu mindestens 50 % aus Milch besteht und auf 1 Liter Milch mindestens 270 g Vollei oder 90 g Eigelb zugesetzt werden.

### Österreich
In Österreich wird Cremeeis auch Milcheis genannt und enthält mindestens 10 % Fett im Milchanteil.

### Vereinigte Staaten
In den USA muss aufgrund der Vorschriften der FDA Cremeeis (Frozen custard) mindestens 10 % Fett im Milchanteil und 1,4 % Eigelb-Bestandteile enthalten. Beinhaltet es weniger Eigelb, muss es als Eiscreme (Ice cream) bezeichnet werden.
In manchen Bereichen der Vereinigten Staaten setzt man den Begriff Frozen custard oder Custard dem Begriff Softeis gleich. Meistens bekommt man es in drei Geschmacksrichtungen: Vanille, Schokolade und einem weiteren Aroma. Klassische amerikanische Eisdielen bieten jedoch auch viele andere Geschmacksrichtungen an.

## Herstellung

### Häusliche Herstellung
Wird Speiseeis selbst gemacht, handelt es sich meistens um Cremeeis. Kommerziell ist es meist nur in einigen Geschmacksrichtungen erhältlich, doch Heim- und Profiköche versehen es mit unzähligen Geschmacksrichtungen. Echtes Eigelb (anstatt des in der kommerziellen Herstellung gebrauchten Pulvers) kann verwendet werden, und zur Herstellung einer guten Cremeeisbasis sollten die Zutaten auch kurz erhitzt bzw. in einem Wasserbad zur Rose abgezogen werden. Dadurch wird die Eismasse auch pasteurisiert, was vor allem bei der Verwendung von frischen Eiern wichtig ist um ggf. enthaltene Keime und Bakterien abzutöten. Des Weiteren können damit auch Bindemittel, Emulgatoren, Stabilisatoren sowie Aroma- und Farbstoffe vermieden werden, die in der industriellen Herstellung dazu dienen, die typische Konsistenz und Farbe zu erhalten (da in diesem Fall das Eigelb und das darin enthaltene Lecithin diese Aufgaben großteils erfüllt).
Möglicherweise entstand das Rezept durch die Erhitzung rahmhaltiger Milch zur Haltbarmachung, die in der Entstehung einer dicken Creme, der Basis für Cremeeis, endete.
Cremeeis kann in jedem Haushalt mithilfe einer herkömmlichen Eismaschine hergestellt werden.

### Kommerzielle Herstellung und Unterscheidung von Eiscreme
Kommerziell wird Cremeeis in einem „Overrun“ genannten Prozess hergestellt. Dabei wird Luft unter den Zutatenmix geschlagen, bis sich das Volumen um etwa 20 % vergrößert hat. Eiscreme hat zum Vergleich einen Overrun von 100 %, was bedeutet, dass die Hälfte des fertigen Produktes aus Luft besteht.
Ein weiterer Unterschied zwischen kommerziell hergestelltem Cremeeis und Eiscreme ist die Art und Weise, auf die die fertige Mixtur gefroren wird. Cremeeis wird sehr schnell tiefgefroren und dabei stetig gerührt. Dadurch, dass das Produkt den Gefrierprozess schnell verlässt, wird die Luftmenge in der Eismasse minimiert, und es wird dafür gesorgt, dass die entstehenden Eiskristalle möglichst klein bleiben.
In der Regel wird es am Verkaufsort frisch zubereitet und nicht aufbewahrt, aber man kann es auch in den Tiefkühltruhen der Supermärkte finden.